# زندگی و اندیشه بزرگان جامعه‌شناسی
زندگی و اندیشه بزرگان جامعه‌شناسی کتابی از لوئیس آلفرد کوزر با ترجمهٔ محسن ثلاثی است که در سال ۱۳۶۸ منتشر شد. 
این اثر در مراسم کتاب سال جمهوری اسلامی ایران به‌عنوان کتاب شایسته تقدیر معرفی شد.